# Alecto (artillerie)
Pour les articles homonymes, voir Alecto.
L‘Alecto est un canon automoteur expérimental britannique conçu durant la Seconde Guerre mondiale et abandonné avec sa fin en Europe.

## Conception
Un projet d'obusier de 95 mm fut lancé en 1942. Deux exemplaires furent construits et l'un fut choisi pour être monté sur le châssis d'un char léger tetrarch. Comme ce dernier, l'Alecto était dirigé par des mouvements latéraux des roues centrales. Le canon de 95 mm était monté dans une structure à toit ouvert. Les premiers essais ne commencèrent pas avant la fin 1944. Ils mirent en évidence de nombreux problèmes, qui ne furent pas résolus avant la fin de la guerre. Sans perspective d'utilité en extrême-orient, le projet fut abandonné.

## Variantes

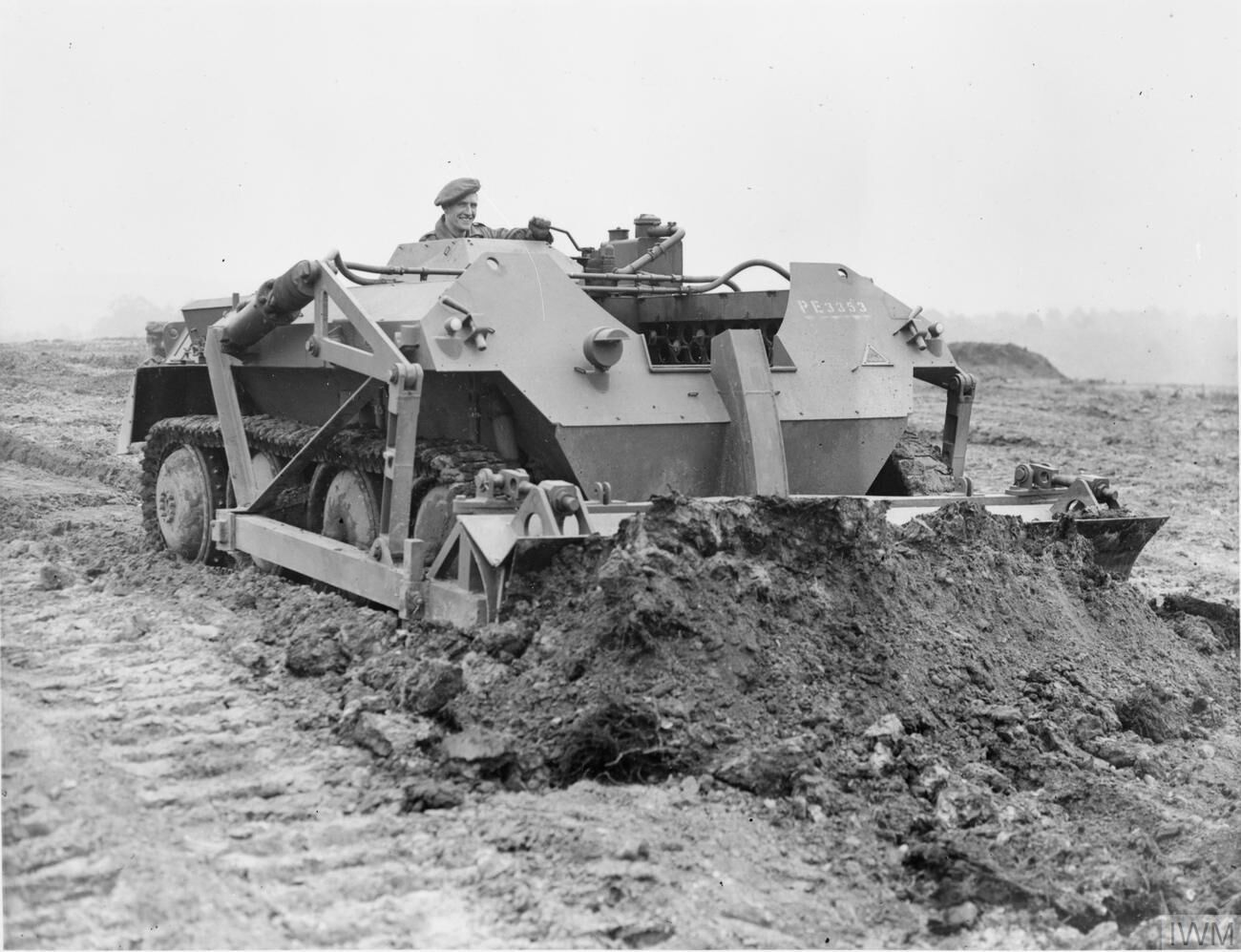
Alecto dozer

- Mk I

obusier de 95 mm (canon de 1,90 m)
- Mk II

canon Ordnance QF 6 pounder
- Mk III

canon Ordnance QF 25 pounder. Prototype inachevé
- Mk IV

obusier 32 pounder
- Alecto Dozer

armement remplacé par une lame.